# Prezbiterijanstvo
Prezbiterjánstvo je skupna oznaka za več krščanskih cerkva, ki sledijo kalvinistični teološki tradiciji v okviru protestantizma. Prezbiterjanska teologija poudarja nadvlado Boga, avtoriteto Svetega pisma in pot do milosti z vero v Kristusa. Prezbiterjanstvo se je razvilo predvsem na Škotskem, kjer je bil pomemben verski vodja John Knox, pred Pogodbo o združitvi med Škotsko in Anglijo leta 1707. Večina sicer redkih prezbiterjanskih skupnosti v Angliji ima škotske korenine. Prek Anglije in Irske so se v začetku 18. stoletja razširili tudi v Severno Ameriko.
Čeprav je prezbiterjanstvo povezano s teologijo Jeana Calvina in njegovih neposrednih naslednikov, se teološka mnenja med današnjimi prezbiterjanci razlikujejo.
Organizacijsko se sodobno prezbiterjanstvo navezuje na prvotni škotski vzor. Krajevna občestva vodijo Zbori, ki jih sestavljajo predstavniki občestva. Predstavniški vzorec prevladuje tudi na višjih ravneh odločanja (prezbiterij, sinoda in vesoljni zbor). Praviloma v prezbiterjanstvu ni škofov, izjeme so nekatera občestva v Vzhodni Evropi in v ekumenskih skupinah, ki imajo škofe. Značilnost prezbiterijskih cerkva je funkcija starost. To so izbrani laiki, ki sodelujejo pri pastirskem delu in odločanju na vseh ravneh.
Prezbiterijanci so zavzeti za ekumenizem in so člani Svetovnega sveta cerkva. Sodelujejo z drugimi denominacijami, najtesneje z reformističnimi cerkvami v Svetovni zvezi reformiranih cerkva. Nekatere prezbiterjanske cerkve so stopile v polno občestvo z drugimi cerkvami, na primer Kongregacionisti, Luteranci, Anglikaci in Metodisti.